# Emma Baker
Emma Baker (Massachusetts, 1828-1916) fou una remeiera pequot i una de les revitalitzadores de la cultura mohegan, ja que va rellançar la tradicional Dansa del Moresc Verd i fou membre des del 1860 de la Church Ladies' Sewing Society un cop fou eliminada la reserva. Va rellançar la unitat tribal i fou membre del consell tribal mohegan.